# Николаевка (Николаевский сельсовет, Башкортостан)
Никола́евка (баш. Николаевка) — село в Стерлитамакском районе Башкортостана. Административный центр Николаевского сельсовета.

## География
Село находится на берегу реки Стерля.

### Географическое положение
Расстояние до:
- районного центра (Стерлитамак): 30 км,
- ближайшей ж/д станции (Стерлитамак): 30 км.

## Население
| 2002 | 2009 | 2010 |
| ---- | ---- | ---- |
| 816  | ↗850 | ↘830 |

### Национальный состав
Согласно переписи 2002 года, преобладающая национальность — русские (73 %).

## Религия
В селе находится православная церковь Николая Чудотворца.

## Известные уроженцы
- Ушаков, Пётр Алексеевич (1922—1944) — советский военнослужащий, младший сержант, Герой Советского Союза[5][6].